# James Jebbia
James Jebbia (22 de julio de 1963) es un empresario y diseñador de moda inglés. Jebbia es conocido por ser el fundador de la tienda de skate y marca de ropa Supreme.

## Primeros años
James Jebbia nació en Estados Unidos pero es de nacionalidad británica. Cuando tenía un año, se mudó a Crawley, Sussex, Reino Unido antes de regresar a Estados Unidos a los 19 años. Su padre era estadounidense y estaba en la Fuerza Aérea de los Estados Unidos, y su madre inglesa era ama de casa y luego profesora. Sus padres se divorciaron cuando tenía alrededor de 10 años.

## Carrera

El logotipo de Supreme, la compañía que Jebbia fundó en 1994

En 1983, Jebbia se mudó a Nueva York, pagando 500 dólares por un apartamento en Staten Island. Consiguió un trabajo en Parachute, una tienda de skate y ropa minimalista ubicada en SoHo.
En 1989, inauguró su primera empresa minorista, Union NYC, con una mezcla experimental de marcas en su mayoría inglesas, y de 1991 a 1994 se asoció con Shawn Stussy.
En 1994, Jebbia fundó la tienda de skate y marca de ropa,  Supreme y abrió su primera tienda en Lafayette Street en el centro de la ciudad Manhattan, Nueva York. La marca ahora tiene 11 ubicaciones en todo el mundo, 1 en Los Ángeles, Londres y París, 2 en Nueva York y 6 en Japón

## Vida personal
Jebbia está casado con Bianca Jebbia y tienen dos hijos. Actualmente reside en Manhattan, Nueva York.